# Yuchanyan-grot
De Yuchanyan-grot is een archeologische vindplaats in Daoxian-county, Hunan, China. De vindplaats leverde vele scherven aardewerk op, die, na een grondige analyse van houtskool en botcollageen gedateerd werden tussen 18.300 tot 15.430 cal.BP. Daarmee behoren de scherven tot het oudst bekende aardewerk ter wereld.